# 水谷勇
水谷 勇（みずたに いさむ、1947年5月22日 - 2010年?）は、秋田県出身の元プロ野球選手。

## 経歴
秋田県立大曲農業高等学校では、1965年夏の全国高校野球大会で甲子園に出場し準決勝まで進んだ秋田高校と１勝１敗の成績を残しており、長身からの速球を武器とする本格派。
他にもカーブ、ドロップ、シュートを武器とする。
1965年のドラフト会議で阪急ブレーブスに9位指名され入団したが、
わずか1年間で自由契約となり、一軍の試合には1試合も出場できなかった。詳細は不明だが既に亡くなっている（2010年に死去したとの説がある）。

## 詳細情報

### 年度別投手成績
- 一軍公式戦出場なし

### 背番号
- 43 （1966年）